# Riserva Marina Capo Rizzuto
Die Riserva Marina Capo Rizzuto ist ein italienisches Meeresschutzgebiet. Es liegt in Kalabrien in der Provinz Crotone. Es wurde durch Ministerialerlass vom 27. Dezember 1991 und vom 19. Februar 2002 zum Schutzgebiet. Das Gebiet umfasst eine Fläche von rund 14.721 Hektar mit 42 km Küstenverlauf und umfasst die Gemeinden Crotone und Isola di Capo Rizzuto.
Ziel des Schutzgebietes ist zum einen die Erhaltung eines landschaftlich einzigartigen Küstengebiets mit zahlreichen Buchten, zum anderen die Bewahrung des auf dem Meeresgrund befindlichen archäologischen Erbes. Weiterhin sollen große Seegrasflächen und Unterwasserhöhlen als Ökosysteme geschützt werden.
Aus diesem Grund sind spezielle Vollschutzzonen eingerichtet worden, in denen striktes Tauch-, Schnorchel-, Bade- und Angelverbot herrscht und jeglicher Bootsverkehr untersagt ist.